# Kreuzspitze (Ötztaler Alpen)
Die Kreuzspitze ist mit einer Höhe von 3455 m ü. A. der höchste Berg des nach ihr benannten Kreuzkamms in den Ötztaler Alpen und einer der höchsten Ostalpengipfel, die ohne Gletscherbegehung noch erwandert werden können. Der Gipfel ist von Vent aus über die Martin-Busch-Hütte (2501 m) erreichbar. Durch die Lage zwischen Haupt- und Weißkamm bietet sich vom Gipfel eine hervorragende Aussicht auf die weiten Gletscher der Ötztaler Alpen.

## Zustieg
Der Normalweg beginnt an der Martin-Busch-Hütte (2501 m), wobei bis zum Gipfel 946 Höhenmeter zu überwinden sind. Die Aufstiegszeit beträgt etwa 3 Stunden. Auf ungefähr halbem Weg passiert man die Ruine der Brizzihütte unweit des Samoarsees. Die Erstbesteigung erfolgte ebenfalls von dieser Seite Anfang Oktober 1865 durch Franz Senn und Cyprian Granbichler.

## Bilder

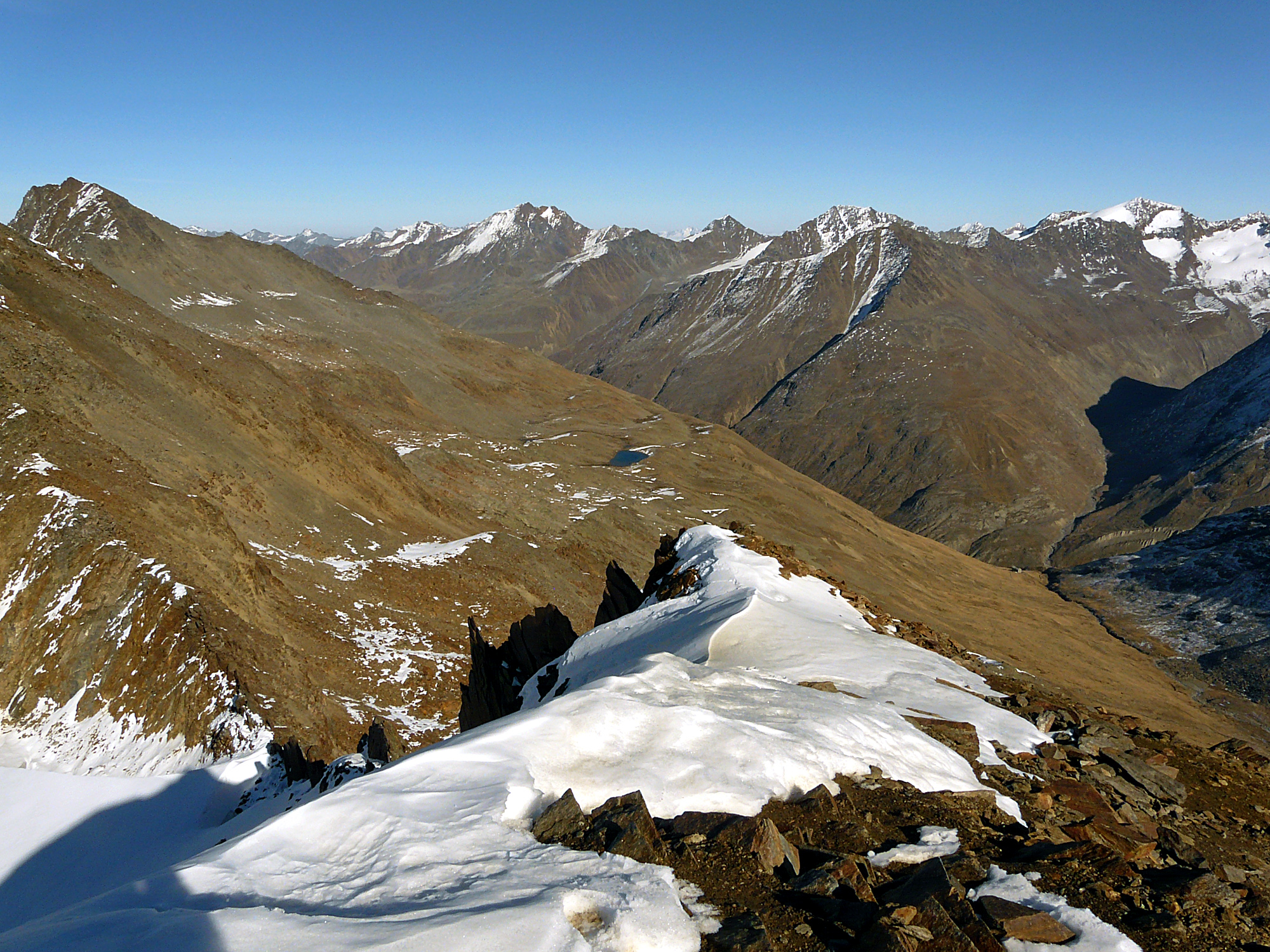
Kreuzspitze (ganz links) vom ca. 2,5 km südwestlich gelegenen Saykogel aus gesehen. Rechts unten die Martin-Busch-Hütte, etwa in Bildmitte der Brizzi-(auch Samoar-)See.
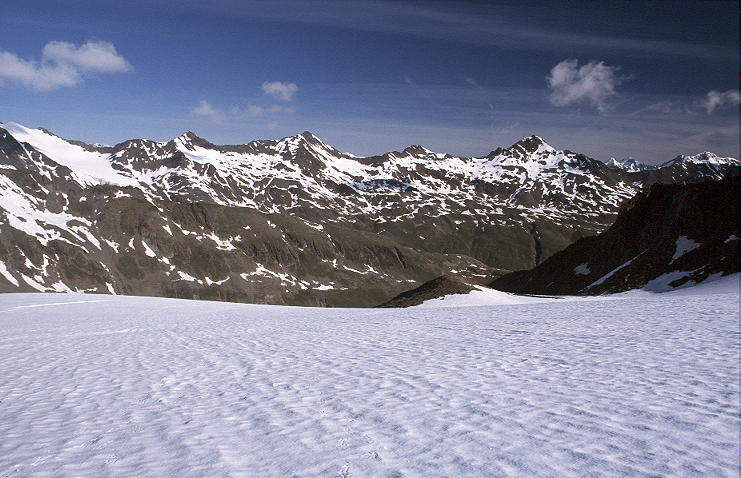
Der gesamte Kreuzkamm vom Hauslabkogel ganz links über Saykogel, Sennkogel, Kreuzkogel bis zur Kreuzspitze (von Südosten)
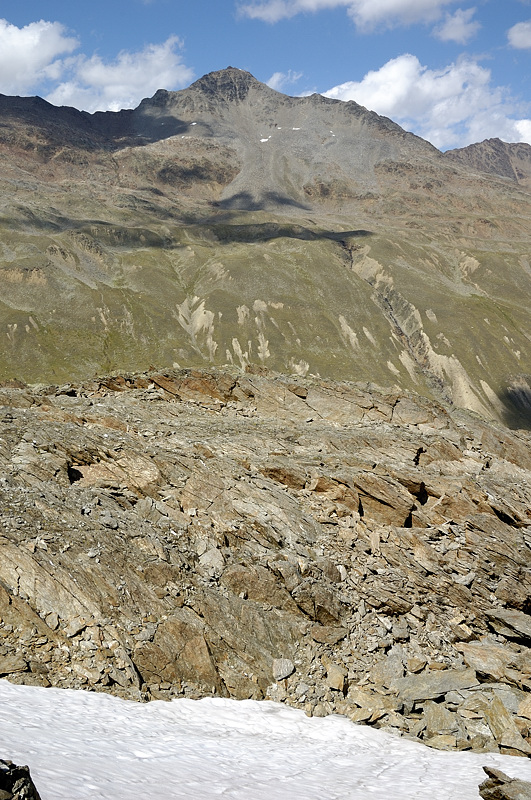
Kreuzspitze vom Marzellkamm
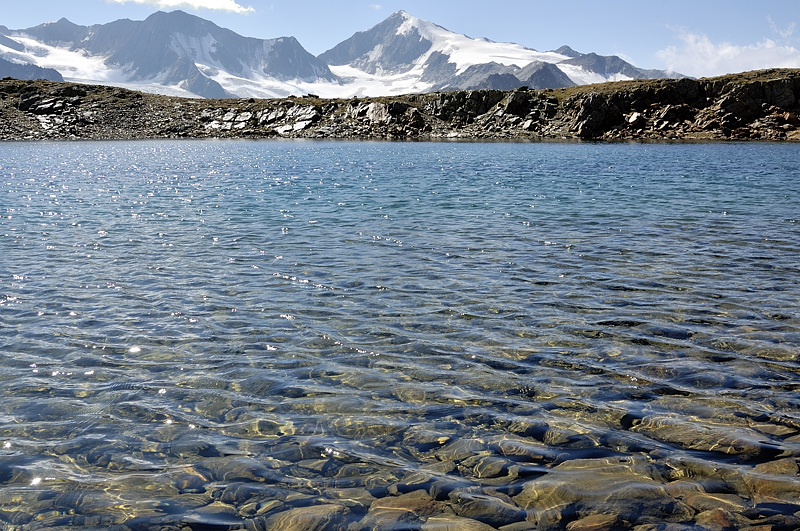
Brizzisee
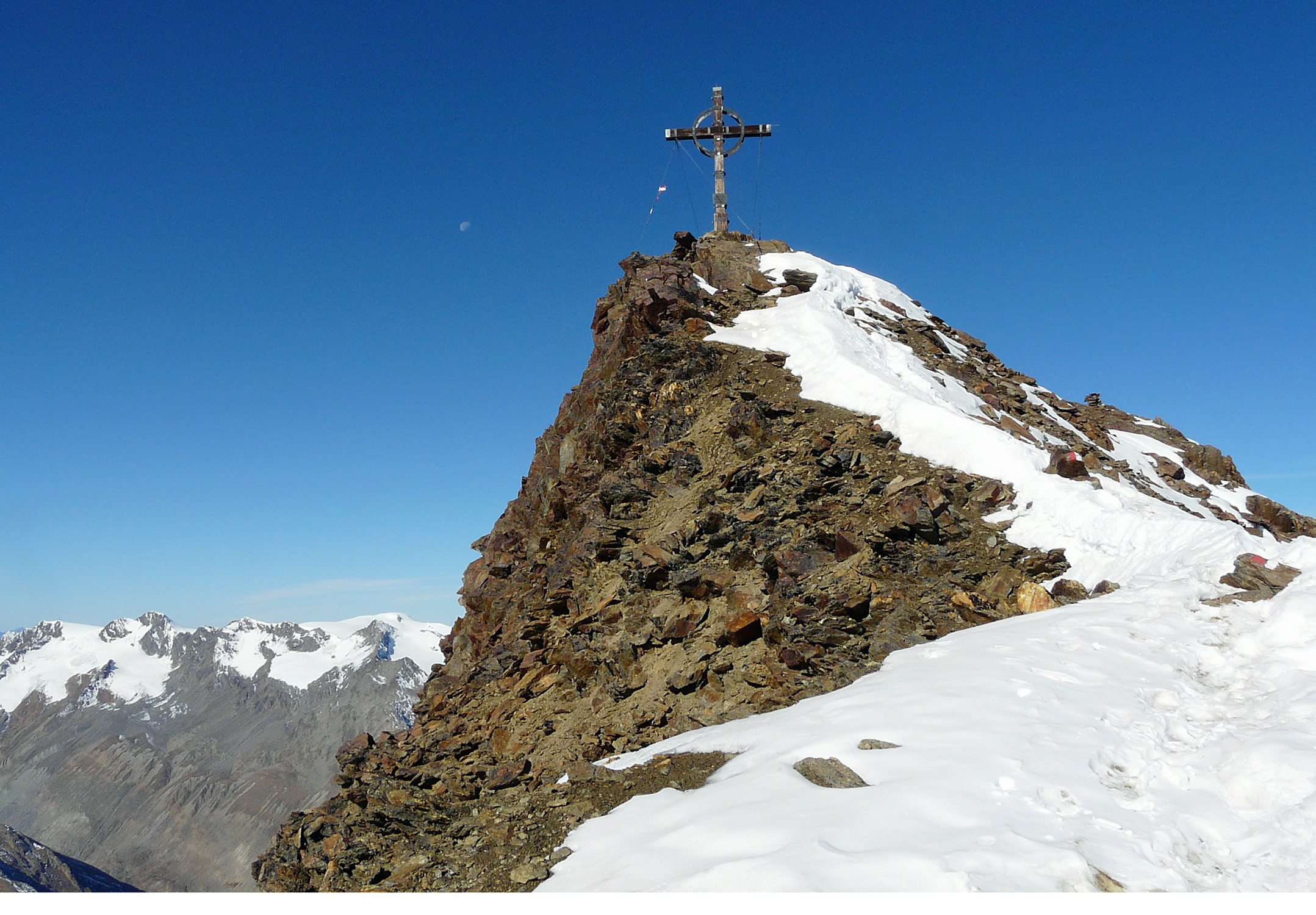
Gipfel der Kreuzspitze

## Historische Panoramen von der Kreuzspitze
Die relativ leichte Zugänglichkeit der Kreuzspitze und ihre zentrale Lage in der Gletscherwelt der Ötztaler Alpen führten dazu, dass bereits kurz nach der Erstbesteigung erste Gipfelpanoramen erstellt wurden. Auftraggeber war Franz Senn, der dazu eine Hirtenhütte für den Landschaftsmaler Carl Brizzi (1822–1876) einrichten ließ. Allerdings weist Brizzis 1868 erstelltes Panorama starke künstlerische Überhöhungen auf, so dass Senn 1869 ein weiteres Panorama von Carl Jordan (1826–1907) und Georg Engelhardt (1823–1883) erstellen ließ. Dieses Panorama bietet eine ausgezeichnete Dokumentation der damals erst wenige Jahre  zurückliegenden Gletscherhöchststände während der Kleinen Eiszeit.